# Heteropelma nigrum
Heteropelma nigrum là một loài tò vò trong họ Ichneumonidae.